# Parapsammophila testaceipes
Parapsammophila testaceipes är en biart som först beskrevs av Rowland Edwards Turner 1918.
Parapsammophila testaceipes ingår i släktet Parapsammophila och familjen grävsteklar. Inga underarter finns listade i Catalogue of Life.